# Könyvfóliázás
Könyvfóliázás alatt a közbeszédben a könyvterjesztés egy bizonyos fokú cenzúrájának tekinthető jogi korlátozási formát értenek, amely Magyarországon jelent meg a 2020-as évek elején.

## Előzmények
Az írásos alkotások bizonyos részének terjesztése az emberiség történelmében mindig korlátozást szenvedett. Ezeket az intézkedéseket összefoglalóan cenzúra szóval szokták illetni. A korlátozások különböző okokból történtek, leggyakrabban az adott társadalom vallási, erkölcsi, politikai rendjét sértő és/vagy azoktól eltérő értékrendeket megjelenítő/népszerűsítő alkotások kerültek tiltásra. A tiltás mértéke koronként, területenként és könyvenként változó mértékű lehetett, azaz egy-egy alkotás egyik országban tiltva lehetett, míg másikban nem volt az. Hasonlóképpen a középkorban tiltott alkotások később lekerülhettek a cenzúráról. Ugyanakkor fontos kiemelni, hogy voltak olyan művek is, amelyek egységesen több országban, hosszú időn keresztül ki voltak tiltva a forgalomból, tanulmányozásuk csak különleges embereknek (pl. tudósoknak, egyházi férfiaknak) volt megeengedve tudományos kutatás céljából. Ahogy más országokban, úgy természetesen létezett Magyarországon is cenzúra.
Cenzúra érintett vallásos-, tudományos-, szépirodalmi, és szórakoztató műveket. Mind egyes könyvek cenzúráját, mind magát (általában) a cenzúrát támadták, utóbbit leginkább a tudományos információszabadság, a vallásszabadság, a művészi önkifejezés szabadsága szempontjából.
Természetesen cenzúra létezett és létezik hasonló okokból más információhordozó közegek (pl. újságok, rádió- és televízióműsorok, filmek, internetes tartalmak stb.) vonatkozásában is.

## Története

### Közvetlen előzmények
Magyarországon 2020 szeptemberében még a „könyvfóliázást” megelőzően került sor az új cenzúrahullám első, ekkor még magán-jellegű megjelenésére. A Labrisz Leszbikus Egyesület által kiadott, hagyományos mesevilágra épülő, ám azt erősen átértelmező – más olvasat szerint „a mai magyar társadalmi normák szempontjából marginalizált helyzetben lévő” – szereplőket (különös tekintettel homoszexuális szereplőket) is felvonultató, akkoriban megjelent, Nagy Boldizsár által szerkesztett Meseország mindenkié című kötetet tépte darabokra és egy iratmegsemmisítő segítségével darálta le Dúró Dóra országgyűlési képviselő, a Mi Hazánk Mozgalom politikusa. Kevésbé ismert, de más is veszélyesnek ítélte a művet. Csepel polgármestere, Borbély Lénárd polgármesteri utasítással látta jónak betiltani azt az önkormányzati fenntartású óvodákban és bölcsődékben. A mesekönyv a botrány hatására olyan érdeklődést váltott ki, hogy a sikerlista élére került, Rédai Dorottya projektkoordinátor pedig felkerült a Time magazinnak a világ száz legbefolyásosabb emberét tömörítő listájára.
Később, 2021-ben a fővárosi kormányhivatal megvizsgálta a művet, de bírság kiszabásáról nincsenek hírek.
Az első hivatalos bírságról 2021 júliusában adtak hírt a lapok. Ebben az esetben 250 000 forintos pénzbírságot róttak ki Lawrence Schimel: Micsoda Család! című, „szivárványcsaládokat” bemutató mesekönyv kapcsán. A Pest Megyei Kormányhivatal úgy látta, hogy a könyvesbolt „tisztességtelen kereskedelmi gyakorlatot folytatott”, mert nem tüntették fel, hogy a mesék „a hagyományos nemi szerepektől eltérő viselkedésmintákat” tartalmaznak.

### A 473/2021-es kormányrendelet
Ezt követően, a pedofil bűnelkövetőkkel szemben és a gyermekek védelmében alkotott, tartalmában egyes nézetek szerint a homoszexualitás és a transzneműség nyilvános megjelenítését korlátozó „gyermekvédelmi törvény”-t követően hoztak olyan 473/2021-es (2021. aug. 6.) kormányrendeletet (Kormányrendelet a kereskedelmi tevékenységek végzéseinek feltételeiről szóló 210/2009 [2009. szept. 29.] Kormányrendelet módosítása), amelynek értelmében:
- Nem lehet az üzlet kirakatába tenni, és a többi terméktől elkülönítve, csak zárt csomagolásban lehet árulni minden olyan gyermekeknek szóló terméket, amely a születési nemnek megfelelő önazonosságtól való eltérést, a nem megváltoztatását, a homoszexualitást népszerűsíti, illetve a szexualitást öncélúan ábrázolja.
- Az sem mindegy, hol van egy üzlet: a nevelési-oktatási, gyermek- és ifjúságvédelmi intézmény, valamint templom és vallásgyakorlásra rendelt más hely bármelyik bejáratától számított 200 méteres távolságon belül születési nemnek megfelelő önazonosságtól való eltérést, a nem megváltoztatását, a szexualitást öncélúan ábrázoló, valamint a homoszexualitást megjelenítő, illetve népszerűsítő termék nem forgalmazható.

2024. május 8-án lép életbe az eredeti intézkedéseket továbbfejlesztő, újabb kormányrendeletet (az elektronikus sajtóban több helyen „fóliarendelet”). Ennek értelmében a könyvkiadó köteles lesz tájékoztatni a könyvkereskedőt arról, ha egy könyv „meghatározó eleme” a szexuális kisebbségek „megjelenítése vagy népszerűsítése vagy a szexualitás közvetlen, naturális vagy öncélú ábrázolása”.

## Kritikák
Az intézkedésre egyes bolthálózatok különbözőféleképpen reagáltak. Gál Katalin, a Magyar Könyvkiadók és Könyvterjesztők Egyesülésének elnöke nem értett egyet az intézkedéssel. Ő úgy tudja, „eddig olyan üzleti modell működött, amelyben a kiadók inspirálva voltak, jó dolgokat adjanak ki, miközben a sokszínűségük is megmarad.” A Magyar Könyvkiadók és Könyvterjesztők Egyesülésének közleményben mutatott rá:
„A Magyar Könyvkiadók és Könyvterjesztők Egyesülésének tagjai sokféle ízlést, világnézetet képviselnek, de mindannyian az olvasók igényeinek kiszolgálását, a magyar és világirodalom, valamint az egyetemes kultúra értékeinek közlését és terjesztését tartják feladatuknak, az olvasás és a könyvkiadás szabadságát pedig olyan értéknek tekintik, amely mellett mindenkor ki kell állni.”
Némelyek a boltokat terhelő anyagi nehézségekre is rámutattak. A Líra szerint például a fólia költsége könyvenként 10 forinttól néhány száz forintig terjedhet. A műanyag fóliák miatt ugyanakkor környezetvédelmi díj megfizetésére is sor kerülhet, amelyek szintén a boltokat terhelhetik.
Kérdésként merülhet fel az is, hogy:
- Ki fóliázzon? Hogyan kell értelmezni a törvényt?
- Csak a gyerekkönyveket kell lefóliázni, vagy mindent, amit meg tudnak nézni a könyvesboltban?
- Megdrágulnak-e a fóliázástól a könyvek?
- És mi lesz a törvény azon részeivel, amiket egyelőre nem alkalmaznak a hatóságok?

Érdekes módon a rendeletet egészen más irányból is támadták. A „liberális sajtóhoz/könyvkiadás”-hoz semmilyen formában nem köthető, és általában szélsőjobboldali nézetrendszerű elektronikus sajtóorgánumnak minősített Kuruc.info cikkírója ugyan egyet értett az intézkedéscsomag eredeti céljával, de nem tartotta valóban kivitelezhetőnek, és erősen ketté is választotta a homoszexualitás egyszerű ábrázolását a homoszexualitás-propagandától:
- „Noha akarat sincsen rá, de az óriási kínálatot valóban nehéz egytől egyig átrágni, van-e benne kifogásolható rész, sőt, attól, hogy egy kötetben előkerül a homoszexualitás témája, vagy szerepel benne ilyen szereplő, az nem egyenlő azzal, hogy rögtön LMBTQ-propagandát is folytat. Az alapos és teljes, szakszerű ellenőrzéshez külön állami osztályt kellene fenntartani, ám erre se akarat, s valljuk be, kapacitás sincs nagyon.”

## Példák az intézkedés kapcsán vitatott értékű (lefóliázott) művekre
- Esti mesék lázadó lányoknak – a fóliázás elhagyása miatt itt precedens értékű jogi cselekményre is sor került: a Libri könyvesbolthálózatra 1 millió, a Lírára 12 millió forintos bírságot szabtak ki[15]
- Benedek Ágota Állva maszturbálok – Szorongásnapló című műve – 500.000 forintos bírság lett kiszabva a mű nem megfelelő terjesztésére; itt a legtöbb, korlátozás alá vont kiadványtól eltérően nem a homoszexualitás propagálása volt az ok, hanem az „öncélú szexualitás” bemutatása[16][17]
- Alice Oseman: Heartstopper – Fülig Beléd Zúgtam (Szívdobbanás) – 12 millió forintos bírság lett volna kiszabva, de egy jogi pontatlanság miatt erre nem került sor[18][19]
- Papp Dóra könyvei[8]
- Rácz Stefán Tibor könyvei[8]
- Kurimay Anita: Meleg Budapest[16]
- Bella Mackie: Hogyan öld meg a családod[16]
- Mame TharnType Story 1-5. – Gyűlöletből szerelem[16]
- Bacteria: A tale of the thousand stars 2. Megszámolok veled ezer csillagot[16]
- Bitter Sweet: Sotus Extra – Igaz szerelmünk története[16]
- Warren Ellis: Transmetropolitan – A teljes gyűjtemény 2.[16]

Technikai okokból találták befóliázva, függetlenül a rendelettől:
- Ruff Orsolya: Orczy Mimi kalandjai – A nagy londoni gyémántrablás[20]
- Harry Potter[21]

2023 júliusában egyetemisták a Libri Könyvpalota előtt szándékosan olyan könyveket tettek ki ingyenes elvitelre ajánlva, amelyek ugyan hivatalosan ekkor nem voltak betiltva, de olyan témaköröket dolgoztak fel, amiért betiltásuk idővel megtörténhet. (Nádasdy Ádám: Jól láthatóan lógok itt, Homérosz: Iliasz, Szerb Antal: Utas és holdvilág, Nádas Péter: Emlékiratok, Babiczky Tibor: Szapphó-paradigma, Kiss Tibor Noé: Inkognitó, Péntek Orsolya: Hóesés Rómában, Gerevich András: Légzésgyakorlatok, Horváth Zsolt: A bundátlan Vénusz.)
A későbbiekben még különböző okokból a kereskedők szerint sor kerülhet például Az auschwitzi könyvtáros című könyvre, Szapphó, Ovidius, Paul Verlaine, Arthur Rimbaud, Thomas Mann, Marcel Proust, William Shakespeare stb. műveinek fóliázására, ahogy Babits Mihály, Weöres Sándor, Faludy György erotikus utalásokat tartalmazó verseivel kapcsolatos hasonló eljárásokra is.
Nyáry Krisztián, a Líra Könyv Zrt. igazgatója úgy látta: „Szélsőséges nézőpontból öncélúnak nevezhetünk minden olyan szexualitást, amely nem a gyereknemzést szolgálja, így ha szigorúan vesszük, a világirodalom fele érintett lehet, de akár még a felvilágosító könyvek is”.
A Líra üzletlánc egy későbbi álláspontja szerint „amennyiben az összes olyan könyvet le kellene fóliázni, amiben öncélú szexualitás előfordul, az akár az árult könyvek 30-40 százalékát is érinthetné”.
Végső esetként a fentebb említett Gál Katalin nem tartotta kizárhatónak, hogy idővel a szexuális bántalmazás témakörét feldolgozó egyházi kiadványok, vagy akár maga a kereszténység alaptanításait tartalmazó – egyben a hetero- és homoszexualitást számos helyen bemutató – Biblia lefóliázására is sor kerülhet, például templomok 200 méteres környezetében fekvő vallási könyvkiadók boltjaiban.